# André Lanskoy
 André Lanskoy  (* 31. März 1902 in Moskau, Russisches Kaiserreich als Andrei Michailowitsch Lanskoi (russisch Андрей Михайлович Ланской); † 22. August 1976 in Paris, Frankreich) war ein französischer Maler russischer Abstammung. Er gehört zu den bedeutenden Vertretern der französischen Abstrakten Malerei, des Impressionismus und des Informel der neuen «École de Paris».

## Leben und Werk
Andrei Michailowitsch Lanskoi wurde als Sohn des Grafen Lanskoi geboren. Die Familie flüchtete während der Russischen Revolution nach Kiew. In Kiew begann Andrei Lanskoi zu malen und nahm Unterricht bei Sergei Sudeikin (* 1882 St. Petersburg; † 1946 New York City).
Von Kiew zog Lanskoi kurzfristig auf die Krim, die er 1921 in Richtung Paris verließ. In Paris wird er bis zu seinem Tode leben und arbeiten. André Lanskoy studierte Malerei an der Académie de la Grande Chaumière. In dieser Zeit malte er figürliche Bilder, Porträts und Stillleben, inspiriert von den Werken von Vincent van Gogh, Henri Matisse und Chaim Soutine. Im Jahr 1923 hielt er sich in Deutschland auf und stellte bereits im selben Jahr seine erste Gruppenausstellung in der Galerie Licorne in Paris aus. Im «Salon d’Automne» 1924 wurde er dank seinem Gemälde «La Noce» vom Sammler und Marchand-Amateur Wilhelm Uhde entdeckt, der ihn protegierte und 1925 zu seiner ersten Einzelausstellung verhilft und Zeitlang fast alle seine Bilder erwarb. Die Ausstellung in der Galerie Bing ermöglichte ihm Zugang zu Privatsammlungen und Museen, wodurch eine Freundschaft zum Sammler Roger Dutilleul entstand, die bis in die 1940er Jahre dauern sollte. Lanskoy stellte auch zusammen mit Robert und Sonia Delaunay, Léopold Survage und Ossip Zadkine und anderen Künstlern russischer Abstammung in Paris aus.
Im Jahr 1939 begann Lanskoy abstrakt zu malen. Er erweiterte sein Repertoire und fertigte Buchillustrationen, Tapisserien, Mosaiken und Collagen. Lanskoy pflegte eine intensive Freundschaft mit Nicolas de Staël, mit dem er auch ab 1948 gemeinsam ausstellte. In den 1950er Jahren bekam Lanskoys Kunst internationale Aufmerksamkeit und Anerkennung. Er stellte 1956 bei Fine Arts Associates in New York aus. Er gehörte zu den bedeutendsten Vertretern der Lyrischen Abstraktion, des Impressionismus und des Informel. Im Jahr 1959 war Lanskoy Teilnehmer der documenta II und war auch 1964 mit Werken auf der documenta III in Kassel vertreten. Im Jahr 1960 war er bei der großen Ausstellung «Les Peintres Russes de l’école de Paris» im Museum von Saint-Denis vertreten.